# Djeke Mambo
Djeke Mambo, (Leuven, 4 maart 1977) is een gewezen Belgische atleet van Congolese afkomst, die zich had toegelegd op het hordelopen en het hink-stap-springen. Hij nam eenmaal deel aan de Europese indoorkampioenschappen en veroverde indoor en outdoor in totaal negen Belgische titels.

## Biografie
Mambo veroverde tussen 1994 en 2006, net als zijn broer Kedjeloba, vijf Belgische titels in het hink-stap-springen. Tussen 1998 en 2001 werd hij ook vier opeenvolgende malen Belgisch indoorkampioen. In 2000 verbeterde hij het Belgisch indoorrecord van Didier Falise naar 16,52 m. Hij nam dat jaar ook deel aan de Europese indoorkampioenschappen in Gent, maar raakte niet voorbij de kwalificaties.
Mambo was ook actief in het verspringen en op de hoge horden. Hij veroverde enkele ereplaatsen op Belgische kampioenschappen.

### Clubs
Mambo begon zijn loopbaan bij Excelsior Sport Club, stapte daarna over naar Cercle Athlétique Brabant-Wallon, Daring Athlétique Club Molenbeek en eindigde zijn carrière bij Vilvoorde AC.

### Studies
Mambo studeerde in de Verenigde Staten aan de University of Southern California.

### Privé
Djeke Mambo is de partner van atlete Kim Gevaert, met wie hij in 2010 trouwde. Samen hebben ze vier kinderen.

## Belgische kampioenschappen
Outdoor
| Onderdeel        | Jaar                         |
| ---------------- | ---------------------------- |
| hinkstapspringen | 1994, 1996, 2000, 2001, 2006 |

Indoor
| Onderdeel        | Jaar                   |
| ---------------- | ---------------------- |
| hinkstapspringen | 1998, 1999, 2000, 2001 |

## Persoonlijke records
Outdoor
| Onderdeel          | Prestatie          | Wind     | Datum            | Plaats      |
| ------------------ | ------------------ | -------- | ---------------- | ----------- |
| 110 m horden       | 13,85 s            | -1,5 m/s | 24 maart 2001    | Los Angeles |
| verspringen        | 7,69 m             | -1,5 m/s | 19 mei 2001      | Berkeley    |
| verspringen        | 7,64 m (Cong. NR)  |          | 31 augustus 1997 | Heusden     |
| hink-stap-springen | 16,56 m            | 0 m/s    | 16 maart 2001    | Tucson      |
| hink-stap-springen | 16,21 m (Cong. NR) |          | 17 mei 1997      | Boulogne    |

Indoor
| Onderdeel          | Prestatie          | Datum           | Plaats |
| ------------------ | ------------------ | --------------- | ------ |
| 60 m horden        | 7,91 s             | 6 februari 2000 | Gent   |
| hink-stap-springen | 16,62 m (ex-NR)    | 6 februari 2000 | Gent   |
| hink-stap-springen | 15,98 m (Cong. NR) | 8 februari 1997 | Gent   |

## Palmares

### 60 m horden
- 1999:  BK indoor AC – 8,08 s
- 2000:  BK indoor AC – 7,91 s
- 2005:  BK indoor AC – 8,05 s

### 110 m horden
- 1995:  Afr. kamp. junioren in Bouaké – 14,06  s
- 1999: 8e in ½ fin. EK U23 in Göteborg – 14,06  s

### verspringen
- 1999:  BK AC – 7,46 m
- 2000:  BK indoor AC – 7,17 m

### hink-stap-springen
- 1994: 7e in kwal. WK U20 in Lissabon – 15,37 m
- 1994:  BK AC – 15,47 m
- 1995:  BK indoor AC – 14,96 m
- 1995:  BK AC – 15,19 m
- 1996:  BK indoor AC – 15,40 m
- 1996:  BK AC – 16,04 m
- 1996: 12e in kwal. WK U20 in Sydney– 15,48 m
- 1998:  BK indoor AC – 15,98 m
- 1999:  BK indoor AC – 15,98 m
- 1999:  BK AC – 16,04 m
- 1999: 13e in kwal. EK U23 in Göteborg– 15,59 m
- 2000:  BK indoor AC – 16,62 m (NR)
- 2000:  BK AC – 15,60 m
- 2000: 20e in kwal. EK indoor in Gent– 16,13 m
- 2001:  BK indoor AC – 16,27 m
- 2001:  BK AC – 16,29 m
- 2001:  Jeux de la Francophonie in Ottawa – 16,02 m
- 2006:  BK AC – 16,15 m

## Onderscheidingen
- 1996: Grand Prix Avenir (belofte) LBFA